# مار دو اسپانها
مار دو اسپانها (به پرتغالی: Mar de Espanha) یک منطقهٔ مسکونی در برزیل است که در میناز ژرایس واقع شده‌است. مار دو اسپانها ۱۲٬۹۰۱ نفر جمعیت دارد.